# Чванов Сергій Миколайович
Сергі́й Микола́йович Чва́нов (рос. Сергей Николаевич Чванов; нар. 19 січня 1965, Чистополь, ТАРСР, РРФСР, СРСР) — російський актор, гуморист, телеведучий та режисер. Учасник російського естрадного дуету «Нові Російські Бабки»: образ — Матрона Іванівна Нігматулліна.

## Біографія
Народився 19 січня 1965 року у місті Чистополі Татарської АРСР.
Закінчив Тольяттинський політехнічний інститут, у якому познайомився зі своєю майбутньою дружиною Іриною Федоровою та Ігорем Касіловим, з яким разом виступав на студентській сцені інституту. Студентське прізвисько Сергія Чванова було «Чан».
Сергій Чванов працював у дуеті «Дефіцит» при місцевому театрі естради.
На початку 1990-х років Чванов разом з Ігорем Касіловим вів гумористичну програму «Десерт» на каналі «ЛІК» у м. Тольятті, знімався у передачі Ігоря Угольнікова «Оба-на!», щомісяця вони літали до Москви на зйомки. Працювали конферансьє у різних знаменитостей.

## Кар'єра

Дует «Нові Російські Бабки», Чванов зправа
в образі бабки Матрони.

Працюючи на самарському телебаченні, Чванов та Касілов створили дует «Нові Російські Бабки» (рос. Новые Русские Бабки). Зйомки йшли у селі, майбутні артисти відпочивали на лавці поряд із місцевими бабцями. Спочатку просто слухали їхні розмови, а потім стали повторювати їхню говірку. Місцевої популярності «бабки» здобули в ефірі тольяттинської радіостанції «Август». Спочатку дует крутив невеликі заставки у формі бабусиних діалогів, а за кілька місяців уже вийшов у прямий ефір. На піку їхньої популярності з'явилася відеокасета «150 мульок від бабульок».
Матрона (Сергій Чванов) і Цвєточек (Ігор Касілов) дуже швидко заповнили собою всі гумористичні програми російського телебачення — «Аншлаг», «Сміхопанораму», «Криве Дзеркало», «Жарт за жартом» та інші.
В 1999 році виступали в кубку гумору Євгена Петросяна; лауреати того ж конкурсу — Юрій Гальцев та Андрій Данилко. Тоді ж відбувся перший сольний концерт «бабок» у Московському державному театрі естради.
Разом із Ігорем Касіловим Сергій переїхав до Москви. Працював у Московському театрі естрадних мініатюр імені Євгена Петросяна, з 2003 року виступав на телепередачі «Криве Дзеркало» (з 1 по 64 випуск). 
У 2009 році разом із Ігорем Касіловим пішов із «Кривого Дзеркала». Спільний дует Сергія Чванова та Ігора Касілова «Нові Російські Бабки» з 2005 по 2012 рік та з 2018 року вів разом з Миколою Басковим телепередачу «Суботній вечір» на каналі «Росія». В дуеті з Ігорем Касіловим також перемогли в першому сезоні шоу «Це смішно» на каналі «Росія-1». З червня 2015 року — ведучі нового розважального гумористичного шоу «Вулиця Весела» на каналі «Росія-1».
Є засновником та керівником проекту респектабельного комплексу відпочинку вілли «Пори року», розташованої на березі річки Волги у селі Солнечна Поляна Самарської області.
Сергій володіє гітарою. Не рідко виконує пісні під гітару на концертах разом із Касіловим.

## Особисте життя
Сам Сергій одружений. В даний час проживає з сім'єю в Москві.
- Дружина — Ірина Чванова (дівоче — Федорова)
  - син — Данило Чванов
  - донька — Марія Чванова

## Участь в проєктах

### Телепередачі
- «Жарт за жартом»
- «Криве Дзеркало»
- «Сміхопанорама»
- «Блакитний вогник на Шаболовці»
- «Шансон року 2003»
- Фестиваль гумору «Юрмала»
- «Суботній вечір»
- «Гуморина»
- «Ізмайлівський парк»
- «Новорічний парад зірок»
- «Це смішно»
- «Вулиця Весела»
- «КВК 2013» (СТЕМ з зіркою)

### Пародії
«Нових Російських Бабок» пародіювали у програмах «Джентльмен-шоу» (у рубриці «Косе Дзеркало») та «Велика різниця».

## Фільмографія
| Рік  | Назва                                                                 | Роль                              |
| ---- | --------------------------------------------------------------------- | --------------------------------- |
| 1997 | Це несерйозно (рос. Это несерьёзно)                                   | епізод                            |
| 2005 | Єралаш №185: Подарунок феї (рос. Ералаш №185: Подарок феи)            | фея Матрона                       |
| 2007 | Королівство кривих дзеркал (рос. Королевство кривых зеркал)           | Матрона                           |
| 2009 | Золотий ключик (рос. Золотой ключик)                                  | черепаха Тортіла                  |
| 2010 | Дві дами в Амстердамі (рос. Две дамы в Амстердаме; не був завершений) | Матрона голландський поліцейський |
| 2010 | Морозко                                                               | ворожка                           |
| 2011 | Нові пригоди Аладдіна (рос. Новые приключения Аладдина)               | дівчина-розум                     |